# Kyanzittha
Kyanzittha war ein König von Bagan, der von 1084 bis 1113 regierte. Er war der Sohn seines Vorvorgängers Anawrahta. Kyanzittha gilt als einer der größten Baumeister von Bagan.
Zu Beginn seiner Herrschaft heiratete er eine Prinzessin der Mon, um die guten Beziehungen zwischen dem Reich der Mon und Bagan zu bekräftigen. Kyanzittha errichtete zahlreiche Tempel in Bagan, von denen viele heute noch stehen, so z. B. der Ananda-Tempel (erbaut 1091 bis 1105), die Nagayon Paya und die Abeyadana Paya (beide um 1102/1103). In Alt-Bagan ließ er 1101/1102 einen neuen Königspalast errichten, eine aufwendig ornamentierte Holzkonstruktion mit einem hohen pagodenartigen Dachaufbau (Pyatthat) über dem Thronsaal, der teilweise vergoldet war. Er ließ ferner die Myazedi-Inschrift aufstellen, die wichtig für die Entzifferung der Pyu-Schrift war und den ersten langen Text in birmanischer Sprache darstellt.
Nachfolger wurde nicht ein Sohn, sondern ein Enkel des Kyanzittha. Die Myazedi-Inschrift geht darauf ein und versichert, dass der Sohn von Kyanzittha darüber nicht verbittert war. Kyanzittha hat wohl auch buddhistische Texte revidieren lassen.